# História do Club Atlético Boca Juniors
A História do Club Atlético Boca Juniors se inicia em 1905, ano em que foi fundado em Buenos Aires, Argentina. O futebol foi desde o começo a essência do clube, e mesmo com o desenvolvimento de outras atividades, permaneceu como a disciplina esportiva sobre a qual se sustenta a entidade e a que lhe valeu seu reconhecimento a nível nacional e internacional. A história do Boca Juniors divide-se em dois períodos: a época amadora até 1930 e a profissional. A nível internacional conquistou 17 torneios internacionais (10 deles a partir de 1999). Obteve também 32 torneios argentinos da era profissional, o segundo maior campeão entre as equipes argentinas. Entre seus principais diretores técnicos encontram-se Alfio Basile, Juan Carlos Lorenzo e Carlos Bianchi. Alguns dos jogadores mais importantes que passaram por suas fileiras foram Diego Maradona, Juan Román Riquelme, Nolberto Solano, Hugo Gatti, Roberto Cherro, Francisco Varallo, Américo Tesoriere, Mario Boyé, Severino Varela, Julio Elías Musimessi, Antonio Roma, Paulo Valentim, Julio Meléndez, Silvio Marzolini, Ángel Clemente Rojas, Nicolás Novello, Roberto Mouzo, Blas Giunta, Rubén José Suñé, Miguel Brindisi, Guillermo Barros Schelotto, Carlos Tévez, Martín Palermo, Heleno de Freitas.
|  |

## Os inícios (1905-1907)

### Fundação

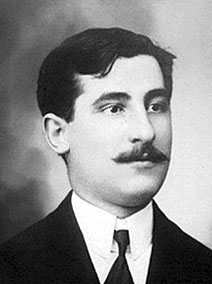
Esteban Baglietto: um dos cinco adolescentes que fundaram Boca Juniors e seu primeiro presidente. Sua casa, à Ministro Brin 1232, é considerada oficialmente como a sede fundacional, devido a que ali começou a reunião em que se criou o clube, e que finalizou num banco da praça Solís, localizada em frente.

O Boca Juniors foi fundado em Buenos Aires em 3 de abril de 1905, numa década em que se criaram não menos de 300 clubes de futebol. O primeiro clube argentino de futebol, o Buenos Aires Football Clube, foi fundado em 9 de maio de 1867, e em 20 de junho desse ano jogou-se a primeira partida. A primeira união amadora, a Argentine Football Association League, foi criada em 1891, ano em que se realizou em primeiro campeonato.
A fundação de Boca Juniors foi obra de cinco adolescentes, filhos de italianos e vizinhos de A Boca, bairro de trabalhadores imigrantes e de forte identidade genovesa ("xeneize" em dialeto): Esteban Baglietto, Alfredo Scarpatti, Santiago Sana e os irmãos Juan e Teodoro Farenga. Baglietto, Scarpatti e Sana, eram parceiros na Escola Superior de Comércio (Carlos Pellegrini desde 1908), localizada então na rua Bartolomé Mitre 1364. Ali tinham como professor de educação física o irlandês Paddy Mac Carthy, um dos precursores do boxe na Argentina, que também havia sido futebolista e que inculcava em seus alunos o valor do desporto, ao mesmo tempo que lhes ensinava as técnicas do boxe e do futebol. Em 1888, o professor Santiago Fitz Simon, como diretor do Colégio Nacional de Correntes, foi o primeiro na Argentina em implementar o ensino da educação física na escola.
Os três jovens levaram ao grupo de amigos do bairro a proposta de criar um clube de futebol, à que aderiram imediatamente os irmãos Farenga. Na segunda-feira 3 de abril, depois de finalizadas as classes, os cinco adolescentes reuniram-se no singelo lar de Baglietto em Ministro Brin 1232 para tornar realidade o projeto, mas o pai os expulsou da casa devido ao alvoroço que geravam os rapazes. Então os cinco cruzaram a rua para continuar a reunião na Praça Solís e nesse mesmo dia, num dos bancos do parque, fundaram o clube. A seguir decidiram que Baglietto seria o primeiro presidente. Mas, por ele ser menor de idade, mudaram de ideia e poucos dias depois tomaram a decisão de nomear presidente a Luis Cerezo.

### A camisa

Juan Brichetto, trabalhador da ponte sobre o Riachuelo e presidente de Boca em 1906 e 1910/13, foi quem propôs tomar as cores da bandeira da Suécia.

Boca teve três ou quatro camisetas antes de adotar a definitiva, de cor azul com uma ampla banda amarela horizontal. A primeira camiseta era cor de rosa. No entanto, entrevistas feitas com os fundadores e primeiros sócios coincidem em que a equipa adotou uma camiseta de fundo branco com listras verticais muito finas de cor negra, feitas pela irmã dos Farenga. Depois teve uma celeste, quiçá outra azul, e mais tarde uma de linhas brancas e azuis.
Em 1907 Boca abandonou a camisa que tinha utilizado desde 1905. Juan Brichetto, presidente do clube no ano anterior (o seria novamente em 1910-13), propôs adotar as cores da bandeira do primeiro navio que passasse por ele no dia seguinte. Brichetto era o operador encarregado de uma das pontes do porto, seu trabalho era girá-la para dar passagem aos barcos que passavam de um dique a outro. O barco era sueco e Juan propôs como cores oficiais as da bandeira, azul e amarelo, embora o manto usado ainda não fosse o definitivo, pois até 1913 ostentava uma faixa amarela diagonal, da esquerda para a direita, extinta logo após para dar espaço do desenho tradicional horizontal, proposto nesse mesmo ano e mantido dali em diante.

### Primeira partida e primeiros passos

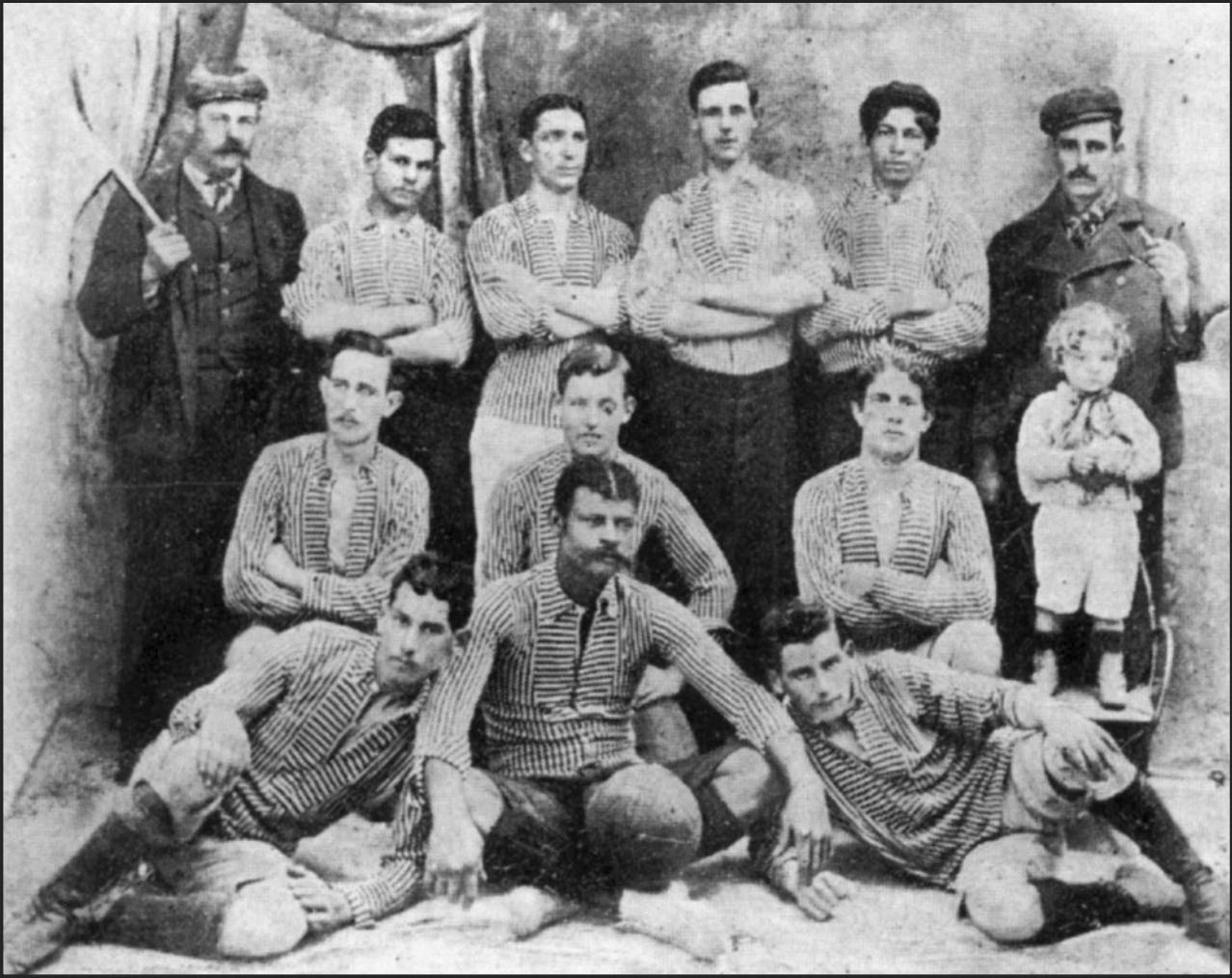
Primeira foto da equipa de futebol de Boca Juniors, em 1906, depois de ganhar a Copa Reformista. A equipa aparece com a t-shirt original. O lineman à esquerda da foto é Juan Brichetto, que escolheria as cores azul e amarelo, e duas vezes presidente do clube.

A primeiro partida que o Boca disputou foi em 21 de abril de 1905; um amistoso contra o clube Mariano Moreno utilizando a indumentaria branca com tiras negras. O partido jogou-se na Dársena Sur e Boca impôs-se por 4-0, com dois gols de Juan Farenga, um de seu irmão José Farenga e outro de Santiago Sana.
O Boca Juniors ingressou ao campo com a seguinte formação: Esteban Baglietto (arqueiro, fundador e presidente), José María Farenga (fundador e tesoureiro), Santiago Sana, Vicente Oñate, Guillermo Tyler, Luis De Harenne, Alfredo Scarpatti (secretário), Pedro Moltedo (capitão), Amadeo Gelsi (vice-presidente), Alberto Tallent e Juan Antonio Farenga (fundador e capitão geral).
Após vários amistosos, Boca Juniors começou a participar em ligas menores. Em 1906 inscreveu-se na liga Central, ganhando a Copa Reformista, a mais antiga que possui o clube. Em 1907 participou da liga Albión, também obtendo o título. Nesse mesmo ano atuou no torneio organizado pela Associação Porteña, onde também atuava o Universal de Montevideo, contra quem jogou sua primeira partida internacional a 8 de dezembro de 1907, perdendo 0-1.
Durante muitos anos o clube se desenvolveu com as muitas carências características de um bairro operário, sobre a base do esforço voluntário de seus membros. O ata mais antiga que se conhece (20 de fevereiro de 1906) registra a seguinte anotação, demostrativa das carências, mas também do sentido do humor dos jovens dirigentes:
| “ | O senhor Farenga diz ter conseguido um amigo para tecer a rede sem cobrar um único peso, e propõe que se reúna a soma de dinheiro necessária para comprar o fio, moção que é aceitada por todos, exceto por J. Brichetto, que doará parte do material necessário. Cerezo ficou encarregado de doar as agulhas para tecê-la e Pedro Sã trará um pedaço de rede que servirá de reserva. | ” |

## O amadorismo (1908-1930)

### O primeiro superclássico
Ao longo de toda sua história Boca encontraria no River Plate o seu maior rival. No futuro a cada confronto entre os dois principais equipas do futebol argentino paralisaria ao país, dividindo suas simpatias entre ambos, até atingir a categoria de "Superclássico do futebol argentino". O clássico Boca-River foi considerado como um dos cinquenta melhores espetáculos esportivos do mundo.
O primeiro confronto oficial entre os times aconteceu no torneio da Primeira Divisão de 1913, no campo do Racing, ganhando o River por 2-1. Anteriormente, houve outros confrontos de caráter amistoso, mas os historiadores discordam sobre datas e resultados. O historiador Diego Estévez sustenta que o primeiro Boca-River foi um partido amistoso jogado a 2 de agosto de 1908, no qual o Boca, como local, venceu 2-1; do mesmo não se encontraram provas documentadas. O historiador Sergio Lodise sustenta que o primeiro Boca-River registrado em fontes escritas aconteceu em 1912.

### Turnê pela Europa
Em 1925 o Boca converteu-se na primeira equipa argentina a competir na Europa, jogando na Espanha (13), Alemanha (5) e França (1). Ganhou 15 encontros, perdeu 3 e empatou o restante, convertendo 40 gols a favor e levando 16. As partidas mais importantes foram os dois triunfos contra o Atlético e o Real Madri, este último ante a presença do Rei de Espanha Alfonso XII. Ao regressar a Associação Argentina de Football entregou-lhe a Copa de Honra, em reconhecimento do sucesso atingido em Europa.
Nessa oportunidade, a equipe foi acompanhada por um fanático boquense chamado Victoriano Caffarena, "el Toto", que financiou parte da turnê e serviu de massagista e agente do time. Caffarena foi reconhecido como "Jogador Número 12", designação que desde então se adotaria para a torcida do Boca.
Os resultados da turnê foram os seguintes:
- Espanha: Celta de Vigo (3-1 e 1-3); Deportivo La Coruña (3-0 e 1-0); Atlético de Madrid (2-1); Real Madrid (1-0); Sociedade Gimnástica de San Sebastián (1-0); Real União de Irún (0-4); Athletic de Bilbao (2-4); Clube Atlético Osasuna (1-0); Espanyol de Barcelona (1-0 e 3-0) e Seleção de Barcelona (2-0)
- Alemanha: Seleção de Munique (1-1); Combinado de Berlim (3-0); Leipzig Spiel (7 a 0); Seleção de Frankfurt (2-0) e Eintracht Frankfurt (2-0).
- França: Combinado Francês (4-2).[23]

### Os títulos amadores

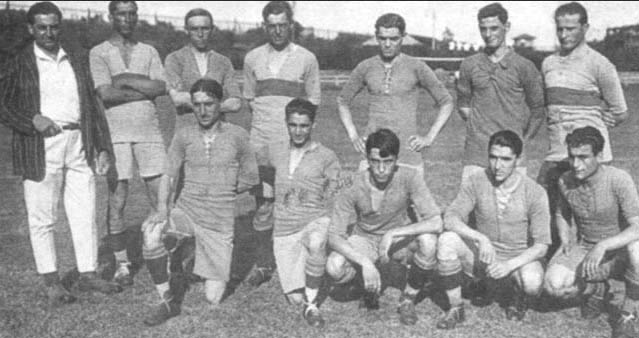
1919: primeira equipe campeã. De pé: Ortega, Busso, Elli, López, Tesorieri e Cortella. Hincados: Calomino, Bosso, Garasini, Martín e Miranda.

O Boca associou-se à Argentine Football Association em 1908, participando em segunda divisão até sua ascensão a primeira em 1913. Em 1919 teve um cisma na entidade organizadora, realizando-se dois torneios paralelos até 1926. O Boca permaneceu na agora renomeada Associação Argentina de Football com outras cinco equipes, enquanto os restantes catorze associaram-se na Associação Amateur de Football. A Associação Amateur de Futebol manteria uma liga própria até 1926, quando ambas se uniram para criar a Associação Amateur Argentina de Football. O torneio de 1919 da Associação Argentina iniciou-se com as seis equipas que permaneceram nela (Boca, Huracán, Estudiantes de La Plata, Porteño, Heureca e Sportivo Almagro), mas foi interrompido devido às graves irregularidades que se registraram no mesmo, se declarando ganhador a Boca devido ao fato de que tinha aberto uma diferença de pontuação inalcançável sobre as demais equipes. Por sua vez, no torneio da Associación Amateur foi o Racing quem consagrou-se campeão naquele ano. Em 1920 Boca e River foram campeões em ambas ligas.
A equipe voltaria a ganhar os torneios de sua liga em 1923, 1924 e 1926 (os campeões da outra nesses anos foram San Lorenzo, novamente San Lorenzo e Independente) e em 1930 ganhou seu primeiro torneio unificado, o último jogado pelo clube como amador. Nesses anos, o Boca consolidou-se como um dos clubes mais populares do país, com figuras como o goleiro Américo Tesoriere ("a Glória"), desportista exemplar e ídolo sulamericano, Pedro Calomino, que acreditam ser o inventor da bicicleta e primeiro grande ídolo boquense, Alfredo Garasini, seu primeiro goleador e jogador polifuncional que chegou a jogar nas onze posições e ser técnico no bicampeonato 1943-1944, e Roberto Cherro que jogaria até 1938, convertendo 221 gols em 305 partidos, maior goleador da história do Boca.
Em 1926, Caffarena, "el Toto", por iniciativa própria, encarregou Ítalo Goyeneche e Fernández Blanco de compor o hino do Boca, executado pela primeira vez em sua casa.

## Início do profissionalismo: seis dos primeiros quinze (1931-1944)
Boca e River, com seis títulos a cada um, ganharam doze dos primeiros quinze campeonatos argentinos (os outros três foram para o San Lorenzo e Independiente, duas vezes).
O Boca ganhou o primeiro campeonato profissional do futebol argentino, realizado em 1931, seguido por San Lorenzo. Nesse campeonato a equipe jogou 34 partidas, ganhou 22, empatou 6 e perdeu 6, conseguindo um total de 50 pontos.

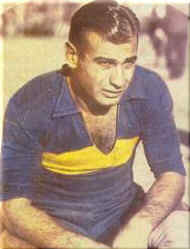
Francisco Varallo, maior goleador do clube no profissionalismo (194 gols).

Para esse torneio Boca tinha comprado a Francisco Varallo uma de suas grandes estrelas de todos os tempos. Durante o campeonato o Boca goleou o Quilmes por 5-1 e enfrentou a River no primeiro superclássico do profissionalismo em 20 de setembro, que terminou com um escândalo. Aos 30 minutos, River ganhava de 1-0 e o Boca teve um pênalti a favor que foi cobrado por Varallo e defendido pelo goleiro Iribarren dando um rebote; Varallo então lutou pela bola convertendo o gol e caindo sobre o arqueiro rival. Os jogadores de River protestaram tumultuosamente reclamando uma infração e o árbitro expulsou três deles, fazendo com que a equipe inteira decidisse se retirar do campo. Posteriormente, o tribunal da liga deu os pontos para o Boca e considerou que devia se registrar um resultado de 1-0. Boca coroou-se campeão o 6 de janeiro de 1931, jogando novamente contra River, em seu estádio da rua Tagle e Alvear, com um triunfo por 3-0.
No segundo torneio, jogado em 1932 e ganhado pelo River, o Boca terminou em quarto lugar, apesar de ser a equipe que mais fez gols. Ao ano seguinte Boca chegou na liderança no último jogo, mas perdeu para o River por 3 a 1, enquanto que o San Lorenzo venceu o Chacarita e consagrou-se campeão por um ponto de vantagem.

### O primeiro bi-campeonato
Nos anos seguintes Boca conquistou o primeiro bicampeonato nos torneios de 1934 e 1935. Em 1934 consagrou-se apesar de perder sete partidas e levar 62 gols. Mas foi notável seu poder ofensivo com 101 gols, primeira equipe a superar a barreira dos 100. No torneio de 1935, Boca converteu novamente 100 gols e teve mais solidez defensiva, recebendo só 29, devido à incorporação do zagueiro brasileiro Da Guia. Sua eficiência neste torneio foi ótima, obtendo 85,29% dos pontos.
O resto da década não foi tão frutífera para o clube, já que não conseguiu obter nenhum campeonato, que ficaram em duas oportunidades para o River (1936-1937) e nas outras duas para o Independiente de Erico (1938-1939). Nesses torneios Boca jogou no estádio de Ferro Carril Oeste devido ao início das obras de construção de seu próprio estádio.

### Inauguração da Bombonera e segundo bi-campeonato
Boca voltou a ser campeão no torneio de 1940. Dois anos dantes tinha contratado a seu primeiro técnico, Carlos Sobral. Na nona rodada inaugurou seu novo estádio ante Newell's Old Boys, derrotando-o por 2 a 0 com gols de Ricardo Alarcón e Gandulla. No superclássico, Boca venceu a River por 3 a 1 e atingiu o primeiro lugar. Na segunda fase Boca manteve-se sempre em primeiro lugar e terminou obtendo o campeonato.
No campeonato de 1941 o Boca sofreu a pior derrota de sua história (1-5) contra o River, que tinha uma notável equipe conhecida como "a Máquina". River fez doblete voltando a ganhar o torneio de 1942, no qual o Boca goleou o Tigre por 11 a 1 - a maior goleada de sua história e recorde argentino até 1967.

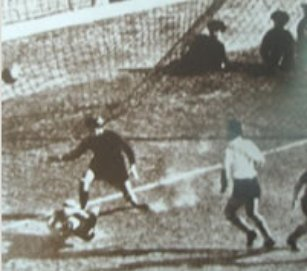
Famoso gol "de boina" de Severino Varela no River, em 26 de setembro de 1943, um dos mais lembrados da história de Boca. O uruguaio acostumava jogar com uma boina branca.

O Boca obteve seu segundo bicampeonato ganhando os torneios de 1943 e 1944. Em 1943 o Boca tinha contratado ao uruguaio Severino Varela e designado técnico do time Alfredo Garasini, jogador histórico do clube desde a época do amadorismo. Na primeira fase tinha perdido três partidos contra San Lorenzo (2-5), River Plate (1-3) e Huracán (1-3), ficando a seis pontos da liderança. Essa seria no entanto sua última derrota, e na segunda fase atingiu a primeira posição. Boca chegou à última partida, contra Ferro de visitante, com um ponto de diferença sobre o River. Faltando 15 minutos empatava zero a zero, enquanto River ganhava a sua, alcançando a liderança e levando o torneio a uma partida de desempate. Mas dois gols de Sarlanga aos 79' e 85', deram o triunfo e o campeonato a Boca. Durante muitos anos, os boquenses recordaram de cor a formação dessa equipe: Vacca, Varante, Malussi, Sosa, Lazzatti, Pescia, Boyé, Corcuera, Sarlanga, Varela e Sánchez.
Em 1944 o Boca chegou a permanecer 26 partidas invicto, recorde no profissionalismo argentino até 1966. A última partida disputou-se contra o Racing, no campo do River, devido à suspensão do seu; Boca triunfou por um contundente 3-0 (dois de Corcuera e Marante), e deu a volta olímpica em campo de seu clássico rival.

## As primeiras grandes conquistas
Em 1977 foi disputada a 18° edição da Taça Libertadores da América. Após ter sido derrotado na final de 1963, o Club Atlético Boca Juniors conquistou o título pela primeira vez. Seu adversário na final foi o Cruzeiro do Brasil, campeão da Taça Libertadores do ano anterior. O time argentino travou um duelo difícil contra o time mineiro, vencendo o primeiro jogo no Estádio La Bombonera por 1 a 0, gol de Veglio, perdendo o segundo jogo por 1 a 0, no Estádio Mineirão, com gol de falta do lateral direito cruzeirense Nelinho, ocasionando o jogo de desempate, no Uruguai, onde as duas equipes empataram por 0 a 0 e o torneio acabou sendo decidido nos pênaltis. O clube mineiro reclamou muito da arbitragem neste último jogo, pois na primeira cobrança de penalidade o jogador do Boca Juniors chutou a bola no travessão, e o juiz mandou voltar a cobrança, assim minando a confiança do time mineiro. O goleiro argentino Hugo Gatti defendeu a última cobrança, do lateral esquerdo cruzeirense Vanderlei e deu ao Boca seu primeiro título da Libertadores.
Ainda em 1977 o Boca conquista então o seu 1° título mundial ao superar o Borussia Mönchengladbach da Alemanha. O clube alemão havia sido o vice-campeão europeu de 1977 e preencheu a vaga do então campeão Liverpool que desistiu de participar do torneio. A primeira partida da decisão do mundial foi disputada na casa do Boca Juniors e terminou com o placar empatado em 2 a 2, o que deixou o time alemão em vantagem precisando apenas de uma vitória simples dentro da própria casa. Mesmo sabendo da desvantagem, o Boca conseguiu um grande resultado dentro do campo adversário e venceu a partida por 3-0.
No ano seguinte a equipe do Boca conquista o título da Taça Libertadores pelo segundo ano consecutivo. A primeira partida da final contra o Deportivo Cali terminou empatada sem gols e na segunda e decisiva batalha, a equipe colombiana não resistiu a pressão do estádio La Bombonera do Boca e foi goleada por 4 a 0 na primeira vez que uma equipe da Colômbia alcançava a final.

## Anos 90
No último ano da década de 80, o Boca volta a conquistar um campeonato continental tornando-se campeão da extinta Supercopa Sul-Americana, também conhecida como Supercopa Libertadores. A competição reunia todos os clubes que já haviam sido campeões da Libertadores e o campeão do torneio tinha o direito de disputar a Recopa Sul-Americana do ano seguinte contra o campeão da Libertadores.
O Boca sagrou-se campeão do torneio em 1989, sendo este o seu único triunfo da Supercopa. O clube precisou eliminar o rival Racing Club nas quartas de final com uma vitória por 2x1 após ter empatado o jogo de ida por 0x0 e também derrotou o Grêmio na semifinal com uma vitória por 2x0 e outro empate sem gols. A final do torneio foi disputada contra o tradicional Independiente, conhecido como Rei de Copas por ser o recordista de títulos da Copa Libertadores. Mesmo diante de um forte adversário o Boca soube jogar e sagrou-se campeão nos pênaltis, após dois empates por 0x0.
No ano seguinte o clube argentino sagrou-se campeão da Recopa Sul-Americana ao bater o campeão da Libertadores, Atlético Nacional da Colômbia, pelo placar de 1x0 com gol de Diego Latorre aos 38 minutos daquele jogo que foi disputado em campo neutro nos Estados Unidos no dia 17 de março.
No ano de 1991 o Boca volta a disputar uma semifinal de Copa Libertadores após doze anos de ausência. O clube foi considerado o grande carrasco dos brasileiros naquela edição, algo que iria se repetir diveesas vezes na história da Libertadores. Na primeira fase o clube disputou jogos difíceis contra o rival River Plate e os bolivianos Bolívar e Oriente Petrolero. Já nas oitavas de final passou pelo Corinthians, atual campeão brasileiro, com uma vitória por 3x1 na Bobonera e empate por 1x1 no Estádio Pacaembu. Nas quartas de final o clube passou pelo Flamengo, então campeão da Copa do Brasil com uma derrota no Maracanã por 2x1 e uma goleada na Bobonera por 3x0. A semifinal foi disputada contra o Colo Colo, futuro campeão do torneio. O Boca venceu por 1x0 no jogo de ida, mas não resistiu a pressão do clube chileno no jogo de volta e acabou derrotado por 3x1.

## Anos 2000

### Domínio na América
O início dos anos 2000 foram tempos de glória para o Boca Juniors. O time contava com diversos craques e jogadores de peso, habilidosos e raçudos, como Martín Palermo, Carlos Tévez e Riquelme. Em 2000 o Boca foi campeão do Campeonato Argentino, da Copa Libertadores da América batendo o Palmeiras na decisão e em dezembro fechou o ano com a conquista da Copa Intercontinental batendo os galáticos do Real Madrid por 2 a 1. Em 2001 conquista o bicampeonato da Libertadores. Confirmando a hegemonia na América do Sul o Boca conquistou novamente a Libertadores em 2003, novamente sendo carrasco dos brasileiros, eliminando o Santos e o Paysandu. Nesse mesmo ano foi campeão do Campeonato Argentino. Na decisão da Copa Intercontinental de 2003 o Boca Juniors bateu a equipe do AC Milan, conquistando seu terceiro título Intercontinental.
Em 2004 o Boca foi para a final da Libertadores pela quarta vez em cinco anos, eliminando a equipe brasileira do São Caetano. Além de vice-campeão da Libertadores, o Boca foi campeão da Copa Sul-Americana, eliminando o Internacional na semifinal. No ano seguinte venceu novamente a Sul-Americana, eliminando outra vez a equipe do Internacional. Também em 2005 foi campeão argentino.
Em 2007, com a volta de Palermo e Riquelme, o Boca Juniors contou com uma base forte para vencer pela sexta vez em sua história a Copa Libertadores. Na final o Boca bateu o Grêmio por 5 a 0 no placar agregado (3 x 0 no jogo de ida em La Bobonera e 2 x 0 no jogo de volta no Estádio Olímpico). Em 2008 o Boca sofreu sua primeira eliminação para equipes brasileiras desde o Santos de Pelé, diante do Fluminense na semifinal da Copa Libertadores. Nesse mesmo ano foi eliminado na semifinal da Copa Sul-Americana pelo Internacional e foi campeão argentino.

### Tabus
Com um recorde histórico e Mundial, os xeneizes mantinham um tabu de 31 anos de invencibilidade em partidas dentro de casa contra equipes brasileiras, tendo este iniciado em 1963 e durado até o dia 16/03/1994, quando o Cruzeiro Esporte Clube derrota o time em La Bombonera por 2 a 1 em jogo válido pela Taça Libertadores da América. Nesse ano o Boca seria desclassificado na fase de grupos, mas posteriormente voltaria a ser carrasco de times brasileiros, conquistando as Libertadores de 2000, 2003 e 2007 em cima de Palmeiras, Santos e Grêmio, respectivamente.
Em 2007 o Boca sofreu sua primeira eliminação na Sul-Americana para times brasileiros perdendo para o São Paulo, vitória do Boca na ida por 2 a 1 e derrota por 1 a 0 no Morumbi sendo eliminado pelo critério de gols fora.
Em 2008 o Boca sofreu sua primeira eliminação na Libertadores para times brasileiros desde o Santos de Pelé, perdendo para o Fluminense na fase semifinal da competição. Em 2012 perde a final diante do Corinthians, time que eliminaria nas oitavas-de-final um ano depois, descontando a derrota de um ano antes e acabando com o sonho do bicampeonato adversário. Neste mesmo ano o Boca seria eliminado por outra equipe argentina, o Club Atlético Newell's Old Boys.
Boca vs. Times brasileiros em confrontos eliminatórios (mata-mata) de competições continentais

| Competição                           | Fase             | Adversário       | Mandante do primeiro Jogo | Ida | Volta | Agregado                                           |
| ------------------------------------ | ---------------- | ---------------- | ------------------------- | --- | ----- | -------------------------------------------------- |
| Copa Libertadores da América de 1963 | final            | Santos           | Santos                    | 3-2 | 1-2   | 3-5                                                |
| Copa Libertadores da América de 1977 | final            | Cruzeiro         | Boca Juniors              | 1-0 | 0-1   | 1-1 (5x4 nos pênaltis)                             |
| Copa Libertadores da América de 1978 | semi-final       | Atlético Mineiro | Atlético Mineiro          | 2-1 | 3-1   | 5-2                                                |
| Supercopa Libertadores 1988          | oitavas de final | Grêmio           | Boca Juniors              | 1-0 | 0-2   | 1-2                                                |
| Copa Libertadores da América de 1991 | oitavas de final | Corinthians      | Boca Juniors              | 3-1 | 1-1   | 4-2                                                |
| Copa Libertadores da América de 1991 | quartas de final | Flamengo         | Flamengo                  | 1-2 | 3-0   | 4-2                                                |
| Copa Mercosul de 1998                | quartas de final | Palmeiras        | Palmeiras                 | 1-3 | 1-1   | 2-4                                                |
| Copa Mercosul de 2000                | quartas de final | Atlético Mineiro | Atlético Mineiro          | 0-2 | 2-2   | 2-4                                                |
| Copa Libertadores da América de 2000 | final            | Palmeiras        | Boca Juniors              | 2-2 | 0-0   | 2-2 (4-2 nos pênaltis)                             |
| Copa Libertadores da América de 2001 | quartas de final | Vasco            | Vasco                     | 1-0 | 3-0   | 4-0                                                |
| Copa Libertadores da América de 2001 | semi-final       | Palmeiras        | Boca Juniors              | 2-2 | 2-2   | 4-4 (3-2 nos pênaltis)                             |
| Copa Libertadores da América de 2003 | oitavas de final | Paysandu         | Boca Juniors              | 0-1 | 4-2   | 4-3                                                |
| Copa Libertadores da América de 2003 | final            | Santos           | Boca Juniors              | 2-0 | 3-1   | 5-1                                                |
| Copa Libertadores da América de 2004 | quartas de final | São Caetano      | São Caetano               | 0-0 | 1-1   | 1-1 (4-3 nos pênaltis)                             |
| Copa Sul-Americana de 2004           | semi-final       | Internacional    | Boca Juniors              | 4-2 | 0-0   | 4-2                                                |
| Copa Sul-Americana de 2005           | quartas de final | Internacional    | Internacional             | 0-1 | 4-1   | 4-2                                                |
| Recopa Sul-Americana de 2006         | final            | São Paulo        | Boca Juniors              | 2-1 | 2-2   | 4-3                                                |
| Copa Libertadores da América de 2007 | final            | Grêmio           | Boca Juniors              | 3-0 | 3-0   | 5-0                                                |
| Copa Sul-Americana de 2007           | oitavas de final | São Paulo        | Boca Juniors              | 2-1 | 0-1   | 2-2 (eliminado pelo critério de gols fora de casa) |
| Copa Libertadores da América de 2008 | oitavas de final | Cruzeiro         | Boca Juniors              | 2-1 | 2-1   | 4-2                                                |
| Copa Libertadores da América de 2008 | semi-final       | Fluminense       | Boca Juniors              | 2-2 | 1-3   | 3-5                                                |
| Copa Sul-Americana de 2008           | oitavas de final | Internacional    | Internacional             | 0-2 | 1-2   | 1-4                                                |
| Copa Libertadores da América de 2012 | quartas de final | Fluminense       | Boca Juniors              | 1-0 | 1-1   | 2-1                                                |
| Copa Libertadores da América de 2012 | final            | Corinthians      | Boca Juniors              | 1-1 | 0-2   | 1-3                                                |
| Copa Libertadores da América de 2013 | oitavas de final | Corinthians      | Boca Juniors              | 1-0 | 1-1   | 2-1                                                |

### 2009 - atualmente
Em 2009 disputou a Libertadores pelo décimo ano consecutivo e consegue se classificar para a semifinal, sendo eliminado em dois jogos emocionantes e cheio de rivalidade contra o Estudiantes.
Em 2012 volta a disputar a Libertadores, chegando até a final da competição, onde perdeu a chance de empatar com o Independiente rei de copas em conquistas de Libertadores, ao ser derrotado pelo Corinthians com empate na Bobonera por 1x1 no jogo de ida e uma derrota dolorosa no Estádio Pacaembu por 2 a 0. Nesse mesmo ano conquista o título da Copa da Argentina, garantindo uma vaga na Libertadores.
Na Copa Libertadores da América de 2013 consegue sua revanche e elimina o Corinthians na oitavas de finais da numa partida que envolveu bastante polêmica. Na fase seguinte acabou eliminado nas pelo também argentino Newells Old Boys numa histórica decisão por pênaltis, terminada em 10 x 9. Em 2014 foi eliminado na semifinal da Copa Sul-Americana pelo arquirrival River Plate e em 2015 é eliminado novamente pelo seu arquirrival, nas oitavas de final da Libertadores, numa partida que terminou aos 45' do primeiro tempo devido a violência da torcida do Boca Juniors. Nesse mesmo ano, com o retorno do ídolo Carlos Tévez, e a chegada do uruguaio Lodeiro o Boca foi campeão do Campeonato Argentino e da Copa da Argentina, encerrando bem a temporada.
Em 2016 era considerado o favorito ao título da Libertadores devido ao forte elenco, que tinha Tévez e o meia Chávez. Na fase de grupos o Boca Juniors aplicou uma goleada de 6 a 2 no Deportivo Cali com dois gols de Tévez, um de Chávez, Viatri, Roncaglia e Somoza. Nas oitavas de final o Boca não tomou conhecimento do tradicional Cerro Porteño, vencendo o jogo de ida por 2 a 1 no Paraguai e vencendo também o jogo s volta disputado na Bobonera por 3 a 1, com Tévez brilhando novamente e marcando um gol em cada partida. Após um duelo difícil contra o Nacional do Uruguai o clube se classificou para a semifinal, mas acabou decepcionando e acabou eliminado pelo desconhecido Independiente del Valle, perdendo os dois jogos: por 2 a 1 fora de casa e 3 a 2 na Bombonera.
De fora da Libertadores de 2017 o Boca se concentrou unicamente no Campeonato Argentino a acabou sagrando-se campeão pela 32° vez em sua história.

## Boca vs. Times europeus
1977
Final da Copa Intercontinental
1° jogo:  Boca Juniors 2x2  Borussia Mönchengladbach
2° jogo:  Borussia Mönchengladbach 0x3  Boca Juniors
2000
Final da Copa Intercontinental
 Boca Juniors 2x1  Real Madrid
2001
Final da Copa Intercontinental
 Boca Juniors 0x1  Bayern de Munique
2003
Taça Joan Gamper (final)
 Boca Juniors 1x1  Barcelona (3x5 nos pênaltis)
2003
Final da Copa Intercontinental
 Boca Juniors 1x1  AC Milan (3x1 nos pênaltis)
2007
Final do Mundial de Clubes
 Boca Juniors 2x4  AC Milan
2008
Taça Joan Gamper (final)
 Boca Juniors 1x2  Barcelona
2016
Troféu Antonio Puerta
 Boca Juniors 4x3  Sevilla
Obs: O confronto entre Boca Juniors e Liverpool pela Copa Intercontinental em 1978 foi cancelado porque os jogadores das duas equipes se recusaram a disputar o torneio.

## Escudo
Ao longo da história, o clube teve 6 escudos. O primeiro foi lançado em 1922 e foi usado até 1955. Era um fundo branco com as iniciais "CABJ" (Club Atlético Boca Juniors) em amarelo e uma faixa horizontal amarela no meio que mudou as cores das letras de amarelo para azul.
Então, com a ocasião da celebração do 50º aniversário, torna-se azul marinho com a faixa amarela no meio e as iniciais em preto. Loureiros foram adicionados em ambos os lados.
Na década de 1960, os loureiros desapareceram. Um esboço preto foi adicionado e o acrônimo "CABJ" foi modificado pelas palavras "Boca Juniors". Na década de 70 o modelo de 1955 foi copiado (mas sem os loureiros). O contorno da cor foi mantido, as quatro iniciais retornaram e as estrelas apareceram, representando os 30 títulos que o clube havia obtido até esse momento.
Posteriormente, no segundo semestre de 1996, houve outra modificação, que era responsável pelo estúdio de design Shakespear. A faixa amarela foi retirada e o acrônimo CABJ foi mantido no escudo, que foi usado até 2012.
Em 2012, o escudo foi atualizado, agora com 52 estrelas, em homenagem ao número de títulos oficiais que a Assembléia de Representantes do clube decidiu incluir no projeto. Se todas as estrelas correspondentes ao total dos títulos oficiais obtidos no histórico fossem inseridas no escudo, o número seria de 65.